# Framersheim
Framersheim è un comune di 1 578 abitanti della Renania-Palatinato, in Germania.
Appartiene al circondario (Landkreis) di Alzey-Worms (targa AZ) ed è parte della comunità amministrativa (Verbandsgemeinde) di Alzey-Land.

## Storia

### Simboli
Lo stemma comunale si blasona:
L'elmo (in tedesco Kesselhut) deriva dallo stemma della famiglia Kessler von Sarmsheim, che in epoca medievale risiedeva nel castello locale, e fu usato come sigillo già nel 1459.